# Hrádek u Znojma

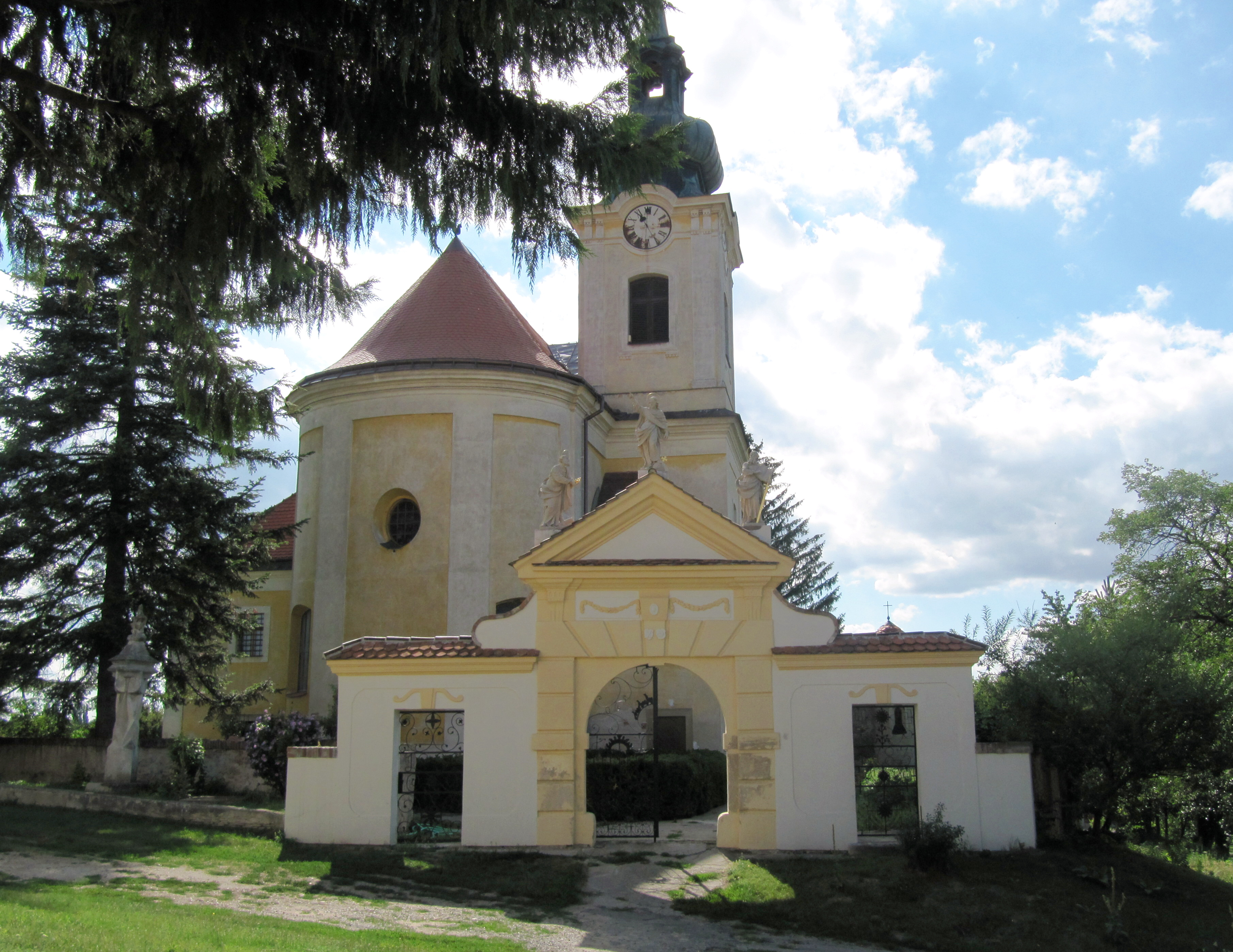
Kirche St. Peter und Paul

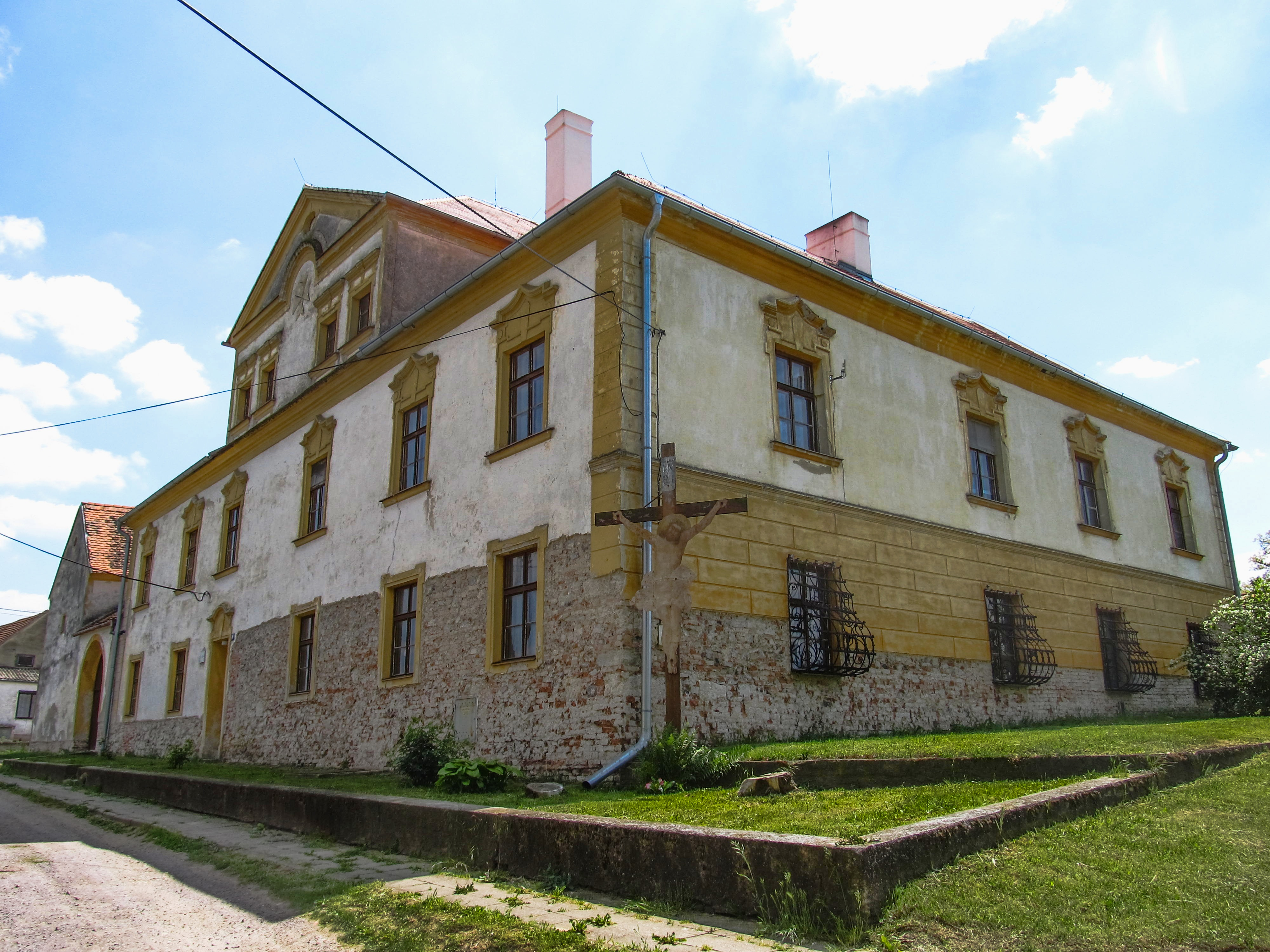
Pfarrhaus

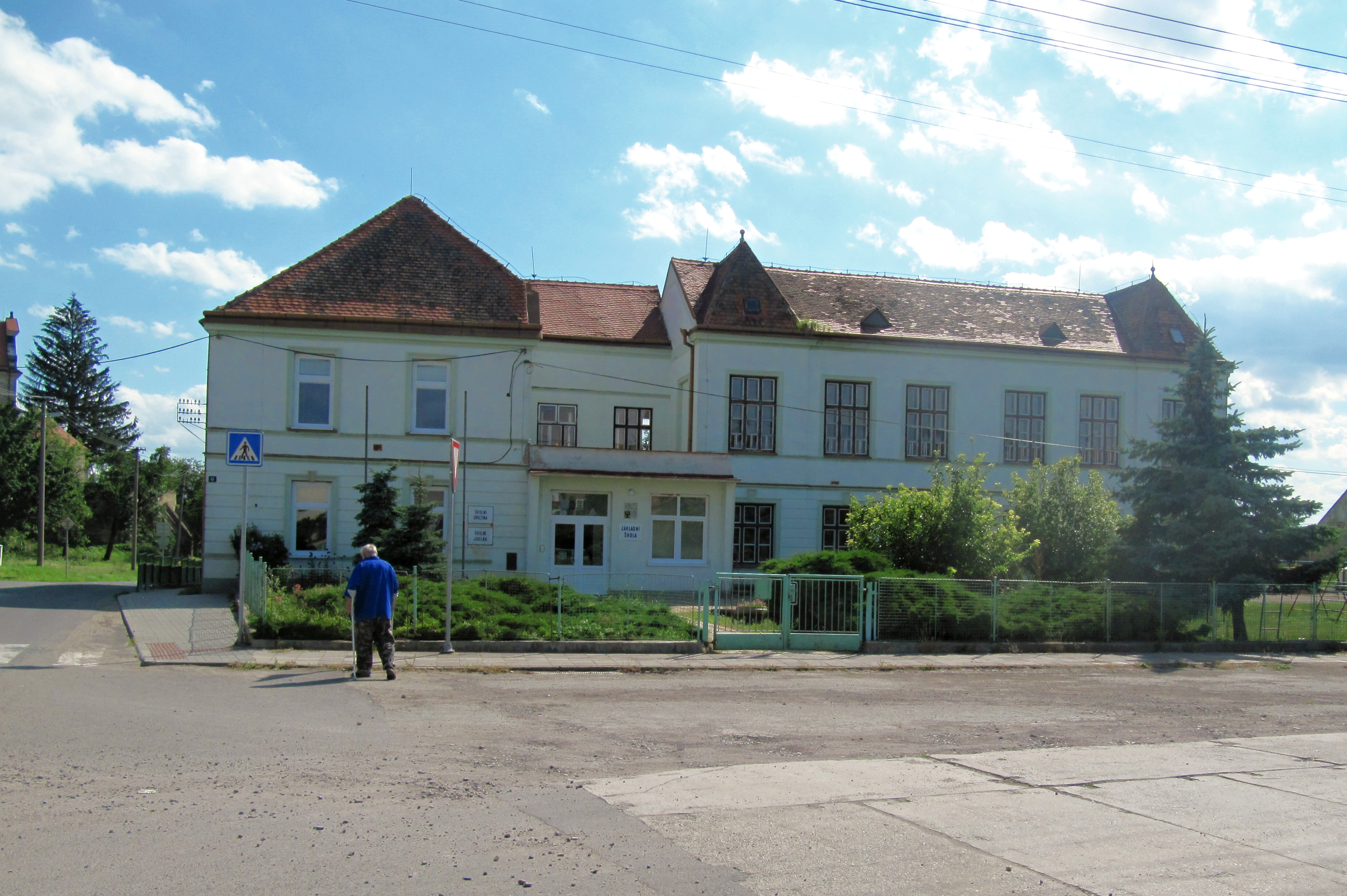
Schule

Hrádek (deutsch Erdberg) ist eine Gemeinde in Tschechien. Sie befindet sich 22 km südöstlich von Znojmo an der österreichischen Grenze und gehört zum Okres Znojmo (Bezirk Znaim).

## Geografie
Hradek liegt linksseitig der Thaya in der Thaya-Schwarza-Senke. Geprägt wird die hügelige Landschaft durch den Wechsel von Ackerfläche, Grünland, Obstanbau und Weinbergen. Zehn Kilometer südöstlich führt der Grenzübergang Hevlín in die österreichische Stadt Laa an der Thaya. Nachbarorte sind Božice (dt. Possitz) im Norden, Dyjákovice (dt. Groß Tajax) im Osten, Jaroslavice (dt. Joslowitz) im Südwesten und Křídlůvky (dt. Kleingrillowitz) im Westen.

## Geschichte
Um das Jahr 1000 entstand auf einem Höhenrücken am Ufer der Thaya eine hölzerne Befestigungsanlage. Diese wurde bis zum Frieden von Regensburg im Jahre 1041 zur Burg ausgebaut. Im Umfeld der Burg Nagradku entwickelte sich der Ort. Die erste urkundliche Erwähnung von Erpuch (Erdburg) aus dem Jahre 1045 hat sich als eine Fälschung aus dem 12. Jahrhundert erwiesen. Seit 1046 ist auch die Rotunde belegbar. Im Jahre 1131 kam der Ort an die Johanniter-Kommende Mailberg in Niederösterreich. Seit 1227 ist eine Pfarrkirche nachweisbar. Im Jahre 1244 wird während der Kämpfe der Babenbergern die Burg zerstört. Die Anlage des Ortes und die bis 1945 gesprochene Ui-Mundart (bairisch-österreichisch) mit ihren speziellen Bairischen Kennwörtern weisen auf eine Besiedlung durch bayrische deutsche Stämme hin, wie sie, um 1050, aber vor allem im 12/13. Jahrhundert erfolgte.
1342 wurde Erpuch erstmals als Markt bezeichnet. Von 1370 bis 1437 war der Ort im Besitz der böhmischen Adelsfamilie von Neuhaus. Ab dem Jahre 1548 gehörte Erdberg zur Herrschaft Joslowitz. Um 1600 verlegt die Thaya ihren Lauf, die Brücke wird nach Höflein verlegt. Während des Dreißigjährigen Krieges eroberten 1657 die Schweden Erdberg und plünderten Ort und Kirche. Erst ab dem Jahre 1660 gab es wieder einen katholischen Priester im Ort. Matriken (Kirchenbücher) werden seit 1660 geführt.
1747 brannte der gesamte Ort nieder. 1679/80 wütet die Pest, 1832 und 1856 die Cholera. 1865 vernichtet ein Gewitter mit Hagel Wein- und Obstgärten.
1785 erhielt Erdberg von Kaiser Joseph II. das Privileg zur Abhaltung eines Jahrmarktes. Bis zur Revolution von 1848/1849 im Kaisertum Österreich und der damit verbundenen Bauernbefreiung wechselte der Ort zwölf Mal den Besitzer. Während des Deutsch-Österreichischen Krieges waren 4000 Preußen im Ort einquartiert. In den Jahren 1872 und 1883 wüteten Brände im Ort und verursachten schwere Schäden.
Nach dem Ersten Weltkrieg kam der zuvor zu Österreich-Ungarn gehörende Ort durch den Vertrag von Saint-Germain zur Tschechoslowakei. In der Zwischenkriegszeit verstärkten die Arbeitslosigkeit, Maßnahmen wie die Bodenreform, die Sprachenverordnung und die vom tschechischen Militär am Gemeindegebiet erbauten Betonbunker die wachsenden Autonomiebestrebungen der deutschen Bürger und führten zu Spannungen innerhalb des Ortes. Durch das Münchner Abkommen wurde Erdberg mit 1. Oktober 1938 ein Teil des deutschen Reichsgaus Niederdonau.
Nach dem Ende des Zweiten Weltkrieges, der 198 Opfer unter den Erdbergern forderte, kam die Gemeinde am 8. Mai 1945 wieder zur Tschechoslowakei zurück. Viele Erdberger flohen wegen der einsetzenden Schikanen über die nahe Grenze nach Österreich. Andere wurden über die Grenze getrieben. Zwischen dem 22. Juni und dem 18. September 1946 erfolgte die Zwangsaussiedlung der letzten 29 deutschmährischen Erdberger nach Westdeutschland. Der Ort wurde neu besiedelt. Die in Österreich befindlichen Erdberger wurden entsprechend den im Potsdamer Kommuniqués genannten „Transfer“-Zielen bis auf 403 Personen nach Deutschland weiter transferiert.
Zur Erinnerung an ihren Heimatort errichteten die vertriebenen und zwangsausgesiedelten Erdberger eine Gedenkstätte in Pernhofen, Niederösterreich.
Im Jahre 1960 wurde das von den Einwohnern errichtete Kulturhaus eingeweiht.

## Wappen und Siegel
Ein Siegel ist erst im 18. Jahrhundert überreicht worden. Es zeigt ein eingebogenes Schild, worin eine stehende Gans abgebildet ist. Spätere Siegel unterscheiden sich nur durch eine Umschrift, welche lautete „Sigill des Marckts Erdtberg“.
Ein Wappen wurde nie verliehen, aber das Siegelbild setzte sich als Wappen durch. Wobei die silberne Gans goldene Füße und einen goldenen Schnabel hatte. Es ist bis heute nicht mehr genau ersichtlich, warum die Gans als Zeichen gewählt worden ist, wahrscheinlich soll es auf eine große Gänsezucht hinweisen oder auf die einst häufigen Wildgänse im Gemeindebereich.

## Bevölkerungsentwicklung
| Volkszählung | Einwohner gesamt | Volkszugehörigkeit der Einwohner | Volkszugehörigkeit der Einwohner | Volkszugehörigkeit der Einwohner |
| Jahr         | Einwohner gesamt | Deutsche                         | Tschechen                        | Andere                           |
| ------------ | ---------------- | -------------------------------- | -------------------------------- | -------------------------------- |
| 1880         | 2039             | 2035                             | 4                                | 0                                |
| 1890         | 2044             | 2043                             | 1                                | 0                                |
| 1900         | 2035             | 2034                             | 1                                | 0                                |
| 1910         | 2168             | 2168                             | 0                                | 0                                |
| 1921         | 2264             | 2204                             | 15                               | 45                               |
| 1930         | 2238             | 2212                             | 12                               | 14                               |

## Sehenswürdigkeiten
- Pestsäule (1680)
- Katholische Kirche St. Peter und Paul des Malteserordens, erbaut zwischen 1761 und 1764 anstelle der 1747 abgebrannten alten Kirche. Der mit Fresken von Franz Anton Maulbertsch ausgestattete Bau wurde 1767 geweiht.
- Karner (Rundbau 2. Hälfte des 13. Jahrhunderts)
- Verschiedene Erdställe
- Romanische Rotunde St. Ulrich, sie entstand auf den Resten der landesherrlichen Burg aus der 1. Hälfte des 11. Jahrhunderts.
- Kapelle zum hl. Franziskus
- Bildsäulen (hl. Nepomuk, Abschied Christi von Maria)
- Ulrichskapelle, Rest einer alten Burg, 1052 genannt
- Schule (erstmals 1606 erwähnt)
- Kaiser Franz Josefs Gedenkstein (1908), 1920 entfernt
- Ein Gefallenendenkmal bei der Kirche erinnert an die Opfer des Ersten Weltkrieges.

## Brauchtum
Reiches Brauchtum, wundersame Märchen und geheimnisumwitterte Sagen bereicherten das Leben der 1945/46 vertriebenen und ausgewanderten deutschen Ortsbewohner:
- Bis zur Vertreibung der deutschen Einwohner wurde Kirtag immer am dritten Sonntag im Oktober abgehalten.
- Innerhalb eines Jahres gab es drei Märkte: Josefi (Dienstag vor Josef, 19. März), Jakobi (Mitte August und am Dienstag nach Mariae Himmelfahrt 15. August) und Martini.
- Jedes Jahr erfolgte eine Wallfahrt nach Maria Dreieichen.[11]

## Persönlichkeiten
- Franz Müllner (1899–1974), vielseitiger Künstler: Lyriker, Komponist, Sänger, Maler, Dirigent. Mundartdichter.
- Johann Koblenz (1909–1953), Holzschnitzer.